# Даменти-Нарвоти
Даменти-Нарвоти (пол. Damięty-Narwoty) — село в Польщі, у гміні Сонськ Цехановського повіту Мазовецького воєводства.
Населення — 210 осіб (2011).
У 1975-1998 роках село належало до Цехановського воєводства.

## Демографія
Демографічна структура станом на 31 березня 2011 року:
|          | Загалом | Допрацездатний вік | Працездатний вік | Постпрацездатний вік |
| -------- | ------- | ------------------ | ---------------- | -------------------- |
| Чоловіки | 103     | 27                 | 64               | 12                   |
| Жінки    | 107     | 25                 | 63               | 19                   |
| Разом    | 210     | 52                 | 127              | 31                   |